# Lower East Side
El Lower East Side, a veces abreviado como LES y otras veces conocido como Loisaida, es un vecindario en la parte sureste del distrito de Manhattan de Nueva York (Estados Unidos), aproximadamente entre Bowery y el Río Este desde las calles Canal hasta Houston. Tradicionalmente un vecindario de inmigrantes y clase obrera, comenzó una rápida gentrificación a mediados de la década de 2000, lo que llevó al Fideicomiso Nacional para la Preservación Histórica a colocar el vecindario en su lista de los lugares más amenazados de Estados Unidos.
El Lower East Side es parte del Distrito Comunitario 3 de Manhattan y su código postal principal es 10002. Está patrullado por el séptimo precinto del Departamento de Policía de la Ciudad de Nueva York.

## Límites

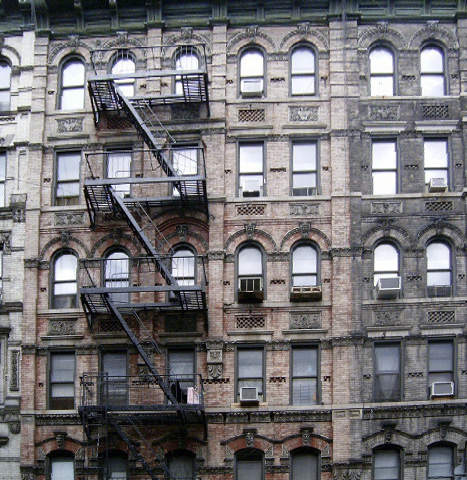
Edificios de vivienda en el Lower East Side

El Lower East Side está aproximadamente delimitado por Bowery al oeste, East Houston Street al norte, FDR Drive y el Río Este al este, y la calle Canal al sur. El límite occidental debajo de Grand Street se desvía hacia el este desde Bowery hasta aproximadamente la calle Essex.
El vecindario limita al sur y al oeste con el Barrio Chino, que se extiende al norte hasta aproximadamente Grand Street, al oeste con Nolita y al norte hasta East Village.
Históricamente, el "Lower East Side" se refería al área a lo largo del Río Este desde el puente de Manhattan y la calle Canal hasta la calle 14, y aproximadamente delimitada al oeste por Broadway. Incluía áreas conocidas hoy como East Village, Alphabet City, Chinatown, Bowery, Little Italy y NoLIta. Partes del East Village todavía se conocen como Loisaida, una pronunciación latina de "Lower East Side".

### Representación política
Políticamente, el vecindario se encuentra en los distritos electorales 7 y 12 de Nueva York. Se encuentra en el distrito 65 y el distrito 74 de la Asamblea del Estado de Nueva York, en el distrito 26 del Senado del Estado de Nueva York, y en los distritos primero y segundo del Consejo de la Ciudad de Nueva York.

## Historia

### Antes de los europeos
Al igual que toda la isla de Manhattan, el área ahora conocida como Lower East Side estaba ocupada por miembros de la tribu Lenape, quienes estaban organizados en bandas que se trasladaban de un lugar a otro según las estaciones, pescando en los ríos en el verano y moviéndose tierra adentro en el otoño y el invierno para recolectar cosechas y buscar comida. Su camino principal tomó aproximadamente la ruta de Broadway. Un campamento en el área del Lower East Side, cerca de Corlears Hook, se llamaba Rechtauck o Naghtogack.

### Primeros asentamientos
La población de la colonia neerlandesa de Nueva Ámsterdam se encontraba principalmente debajo de la actual Fulton Street, mientras que al norte de ella había varias plantaciones pequeñas y grandes granjas llamadas bouwerij (bowery) en ese momento (equivalente a "boerderij" en neerlandés actual ). Alrededor de estas granjas había una serie de enclaves de africanos libres o "medio libres", que sirvieron de amortiguador entre los neerlandeses y los nativos americanos. Uno de los más grandes estaba ubicado a lo largo del moderno Bowery entre Prince Street y Astor Place, así como el "único enclave separado" de este tipo dentro de Manhattan. Estos granjeros negros fueron algunos de los primeros pobladores de la zona.
Gradualmente, durante el siglo XVII, hubo una consolidación general de los boweries y las granjas en parcelas más grandes, y gran parte del Lower East Side fue entonces parte de la granja Delancy.
La granja prerrevolucionaria de James Delancey al este de la carretera postal que va desde la ciudad (Bowery) sobrevive con los nombres calle Delancey y calle Orchard. En el mapa moderno de Manhattan, la granja Delancey está representada en la cuadrícula de calles desde la calle Division al norte hasta la calle Houston. En respuesta a las presiones de una ciudad en crecimiento, Delancey comenzó a inspeccionar calles en la parte sur de "West Farm" en la década de 1760. Una espaciosa Delancey Square proyectada, destinada a cubrir el área de las actuales calles Eldridge, Essex, Hester y Broome, se eliminó cuando la propiedad de la familia lealista Delancey fue confiscada después de la Revolución de las Trece Colonias. Los Comisionados de Confiscación de la ciudad eliminaron la plaza planificada aristocrática para una cuadrícula, borrando la visión de Delancey de una Nueva York diseñada como el West End de Londres.

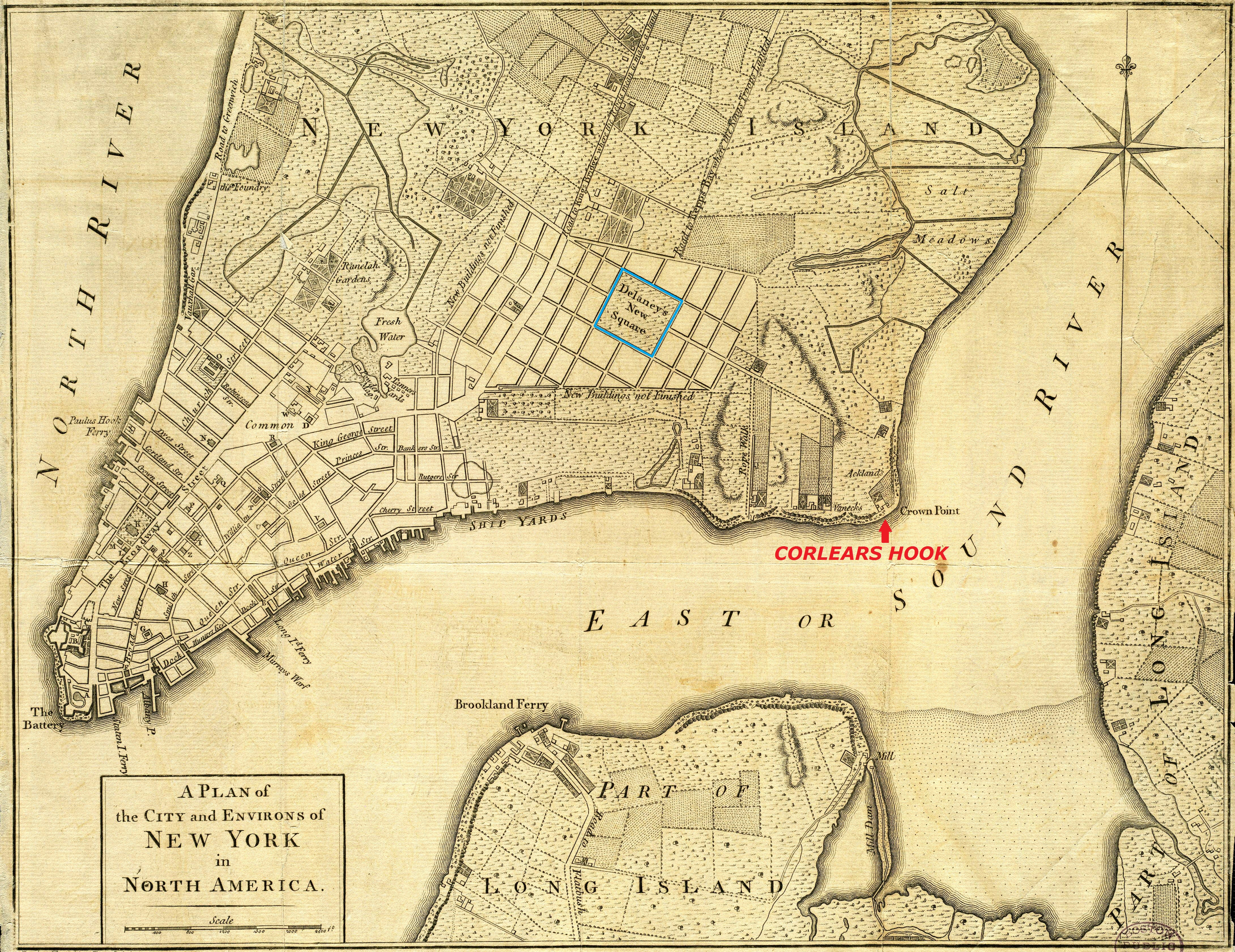
Corlears Hook (flecha roja) es "Crown Point" en este mapa británico de 1776; "Delaney's [sic] New Square" (cuadrado azul al noroeste de Corlears Hook) nunca se construyó

### Corlears Hook
El punto de tierra en el East River ahora llamado Corlears Hook también se llamó Corlaers Hook bajo el dominio neerlandés y británico, y brevemente Crown Point durante la ocupación británica en la Revolución. Lleva el nombre del maestro de escuela Jacobus van Corlaer, quien se instaló en esta "plantación" que en 1638 recibió el nombre de una versión europeizada de su nombre lenape, Nechtans o Nechtanc. Corlaer vendió la plantación a Wilhelmus Hendrickse Beekman (1623-1707), fundador de la familia Beekman de Nueva York; su hijo Gerardus Beekman fue bautizado en la plantación, el 17 de agosto de 1653.
El 25 de febrero de 1643, voluntarios de la colonia de Nueva Ámsterdam mataron a treinta Wiechquaesgecks en su campamento en Corlears Hook, como parte de la Guerra de Kieft, en represalia por los conflictos en curso entre los colonos y los nativos de la zona, incluida su falta de voluntad para rendir tributo y su negativa a entregar al asesino de un colono.
La proyección en el East River que conservó el nombre de Corlaer fue un hito importante para los navegantes durante 300 años. En mapas y documentos más antiguos, por lo general se escribe Corlaers Hook, pero desde principios del siglo XIX, la ortografía se ha convertido en inglesa a Corlears. El áspero asentamiento no planificado que se desarrolló en Corlaer's Hook bajo la ocupación británica de Nueva York durante la Revolución estaba separado de la ciudad densamente poblada por colinas ásperas de roca glaciar: "Esta región estaba más allá de la ciudad propiamente dicha, de la que estaba separada por altos, colinas sin cultivar y ásperas ", recordaron los observadores en 1843.
Ya en 1816, Corlears Hook era conocido por las prostitutas, "un lugar para los lujuriosos y abandonados de ambos sexos", y en 1821 sus "calles llenas todas las noches de grupos preconcertados de ladrones y prostitutas" fueron señaladas por el "Christian Herald". En el transcurso del siglo XIX las prostitutas callejeras llegaron a ser llamadas hookers vulgarmente en la ciudad. En el verano de la epidemia de cólera en Nueva York, 1832, se requisó un taller de madera de dos pisos para que sirviera de hospital provisional contra el cólera; entre el 18 de julio y el 15 de septiembre, cuando se cerró el hospital, cuando el cólera disminuyó, ingresaron 281 pacientes, tanto negros como blancos, de los cuales 93 fallecieron.
En 1833, Corlear's Hook fue la ubicación de algunas de las primeras viviendas de vecindad (bloques de pisos o apartamentos) construidas en Nueva York.
Corlears Hook se menciona en la primera página de Moby-Dick de Herman Melville, publicado por primera vez en 1851: "Paséate por la ciudad en las primera horas de una soñadora tarde de día sabático. Ve desde Corlears Hook a Coenties Slip, y desde allí, hacia el norte, por Whitehall. ¿Qué ves?"
La ubicación original de Corlears Hook ahora está oscurecida por el relleno sanitario de la costa. Estaba cerca del extremo oriental del actual puente peatonal sobre Franklin D. Roosevelt East River Drive, cerca de Cherry Street. El nombre se conserva en el Corlears Hook Park, en la intersección de las calles Jackson y Cherry a lo largo de East River Drive.

### Inmigración

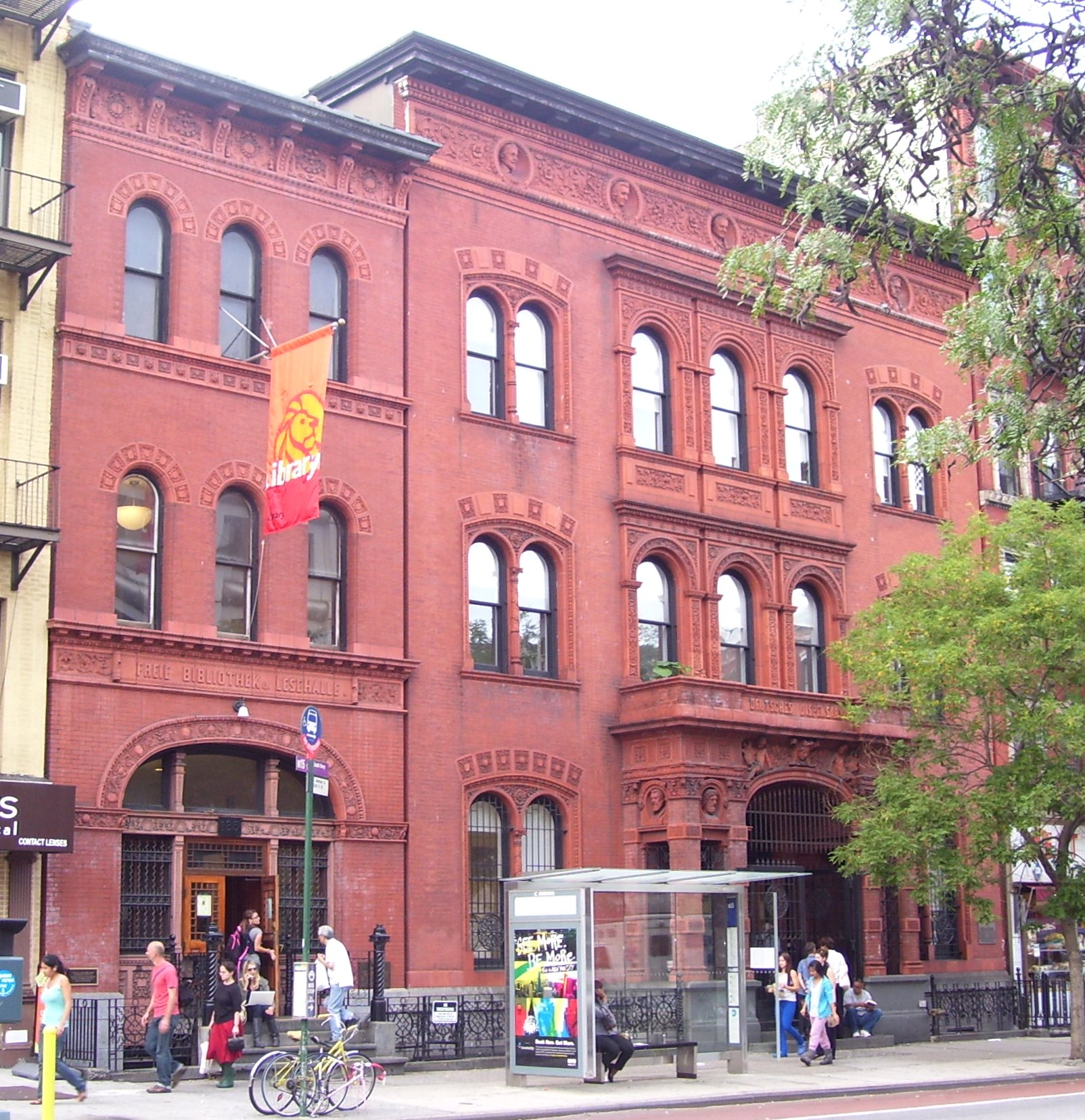
La antigua Freie Bibliothek und Lesehalle, uno de los vestigios del Little Germany.

La mayor parte de los inmigrantes que llegaron a Nueva York a finales del siglo XIX y principios del XX llegaron al Lower East Side y se mudaron a viviendas abarrotadas allí. En la década de 1840, un gran número de inmigrantes alemanes se establecieron en el área, y una gran parte de ella se conoció como "Little Germany" o "Kleindeutschland". A esto le siguieron grupos de italianos y judíos de Europa del Este, así como griegos, húngaros, polacos, rumanos, rusos, eslovacos y ucranianos, cada uno de los cuales se estableció en enclaves relativamente homogéneos. En 1920, el barrio judío era uno de los más grandes de estos grupos étnicos, con 400.000 personas, vendedores de carritos de mano prominentes en las calles Orchard y Grand, y numerosos teatros yiddish a lo largo de la Segunda Avenida entre las calles Houston y 14.
Las condiciones de vida en estas áreas de "tugurios" estaban lejos de ser ideales, aunque algunas mejoras provinieron de un cambio en las leyes de zonificación que requirieron que las viviendas de la "nueva ley" se construyeran con conductos de aire entre ellas, para que el aire fresco y algo de luz pudieran llegar a cada uno. Aun así, los movimientos de reforma, como el iniciado por el libro de Jacob A. Riis How the Other Half Lives, continuaron intentando aliviar los problemas del área a través de casas de asentamiento, como Henry Street Settlement y otras agencias de bienestar y servicios. La ciudad misma se movió para abordar el problema cuando construyó First Houses, el primer proyecto de vivienda pública de este tipo en los Estados Unidos, en 1935-1936. El desarrollo, ubicado en el lado sur de East 3rd Street entre First Avenue y Avenue A, y en el lado oeste de Avenue A entre East 2nd y East 3rd Streets, ahora se considera que está ubicado dentro de East Village.

### Cambio y declive social
A comienzos del siglo XX, el barrio se había asociado estrechamente con la política radical, como el anarquismo, el socialismo y el comunismo, y también era conocido como un lugar donde habían crecido muchos artistas populares, como los hermanos Marx, Eddie Cantor, Al Jolson, George e Ira Gershwin, Jimmy Durante e Irving Berlin. Más tarde, artistas más radicales como los poetas y escritores de la Generación Beat se sintieron atraídos por el vecindario, especialmente las partes que luego se convirtieron en East Village, por las viviendas económicas y la comida barata.
La población alemana disminuyó a principios del siglo XX como resultado del desastre del barco de vapor General Slocum y debido al antigermanismo provocado por la Primera Guerra Mundial. Tras la Segunda Guerra Mundial, se convirtió en el primer vecindario racialmente integrado de Nueva York con la afluencia de afroamericanos y puertorriqueños. Las áreas donde predominaba el español comenzaron a llamarse Loisaida.
En la década de los años 60, la influencia de los grupos judíos y de Europa del Este disminuyó ya que muchos de estos residentes habían abandonado el área, mientras que otros grupos étnicos se habían fusionado en vecindarios separados, como Little Italy. El Lower East Side experimentó entonces un período de "pobreza persistente, delincuencia, drogas y viviendas abandonadas". Se programó la demolición de una parte sustancial del vecindario bajo el Plan de Renovación Urbana de Cooper Square de 1956, que consistía en reconstruir el área desde las calles Novena hasta Delancey desde Bowery/Third Avenue hasta Chrystie Street/Second Avenue con nuevas viviendas cooperativas de propiedad privada. La United Housing Foundation fue seleccionada como patrocinadora del proyecto, que enfrentó una gran oposición de la comunidad. No se implementaron ni el desarrollo original a gran escala ni una propuesta revisada de 1961, y no fue hasta 1991 cuando se llegó a un acuerdo para reconstruir una pequeña porción del sitio de renovación propuesto.

### División y gentrificación de East Village
El East Village alguna vez se consideró la esquina noroeste del Lower East Side. Sin embargo, en los 60, la demografía del área sobre Houston Street comenzó a cambiar, a medida que los hipsters, músicos y artistas se mudaron. Los recién llegados y los corredores de bienes raíces popularizaron el nombre de East Village, y el término fue adoptado por los medios populares por la mediados de la década. A medida que el East Village desarrolló una cultura separada del resto del Lower East Side, las dos áreas llegaron a ser vistas como dos vecindarios separados en lugar de que el primero fuera parte del segundo.

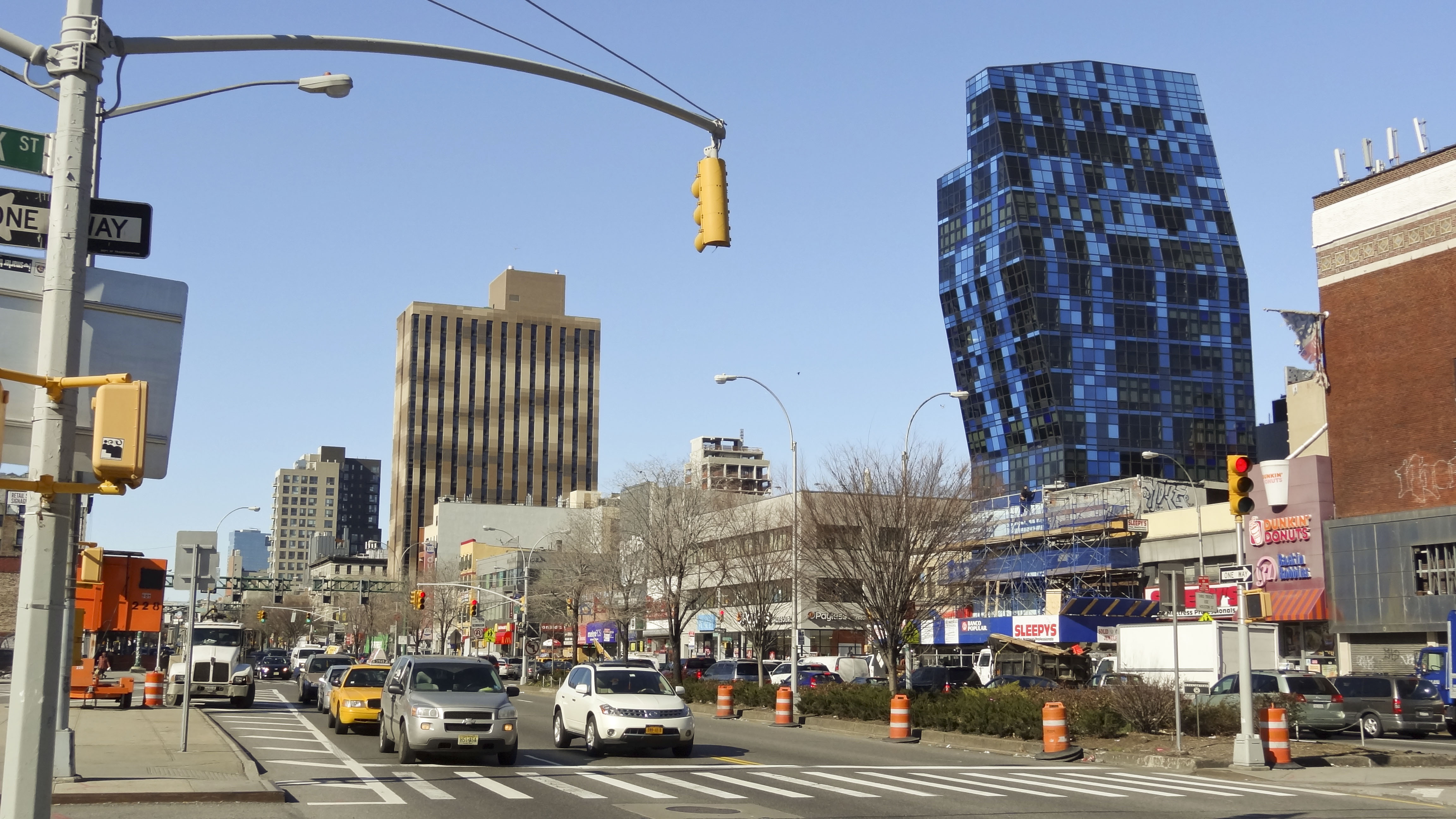
El Blue Condominium Tower de Bernard Tschumi visto desde Delancy Street

Para los 80, el Lower East Side había comenzado a estabilizarse después de su período de deterioro, y una vez más comenzó a atraer estudiantes, artistas y miembros aventureros de la clase media, así como inmigrantes de países como Bangladés, China, República Dominicana, India, Japón, Corea, Filipinas y Polonia.
A principios de los años 2000, la gentrificación del East Village se extendió al Lower East Side propiamente dicho, convirtiéndolo en uno de los vecindarios más de moda de Manhattan. Orchard Street, a pesar de su apodo de "distrito de gangas", ahora está llena de boutiques de lujo. Del mismo modo, los restaurantes de moda, incluidos Clinton St. Baking Company & Restaurant, Cube 63 y Falai, se encuentran en un tramo de Clinton Street bordeado de árboles que la revista New York describió como la "fila de restaurantes más de moda" en el Lower East Side.
En noviembre de 2007, se completó el Blue Condominium, una torre de condominios de lujo de 16 pisos y 32 unidades en 105 Norfolk Street, justo al norte de Delancey Street, cuyo diseño azul pixelado y facetado contrasta marcadamente con el vecindario circundante. Tras la construcción del Hotel on Rivington a una cuadra de distancia, varios condominios de lujo alrededor de Houston y el New Museum en Bowery, esta nueva ola de construcción es otra señal de que el ciclo de gentrificación está entrando en una fase de alto lujo similar a SoHo y Nolita. en la década anterior.
Más recientemente, la gentrificación que anteriormente se limitaba al norte de Delancey Street continuó hacia el sur. Varios restaurantes, bares y galerías abrieron debajo de Delancey Street después de 2005, especialmente alrededor de la intersección de las calles Broome y Orchard. El segundo hotel boutique del vecindario, Blue Moon Hotel, abrió en Orchard Street, al sur de Delancey Street, a principios de 2006. Sin embargo, a diferencia de The Hotel on Rivington, el Blue Moon usó un edificio de viviendas existente y su exterior es casi idéntico a los edificios vecinos. En septiembre de 2013, se anunció que el proyecto de reurbanización de Essex Crossing se construiría en el área, centrado alrededor de la intersección de las calles Essex y Delancey, pero principalmente utilizando terrenos al sur de Delancey Street.

## Demografía
El área de tabulación del censo para el Lower East Side está delimitada al norte por 14th Street y al oeste por Avenue B, Norfolk Street, Essex Street y Pike Street. Según los datos del censo de Estados Unidos de 2010, la población del Lower East Side era de 72.957 habitantes, un aumento de 699 (1 %) de los 72,258 contados en 2000. Con una superficie de 216,88 hectáreas, el barrio tenía una población densidad de 33.600 habitantes / km²). La composición racial del barrio era 22,6 % (16.453) blancos, 10,9 % (7.931) afroamericanos, 0,2 % (142) nativos americanos, 24,9 % (18.166) asiáticos, 0,0 % (13) isleños del Pacífico, 0,3 % (191) de otras razas y un 1,6 % (1.191) de dos o más razas. Los hispanos o latinos de cualquier raza eran el 39,6 % (28,870) de la población.
La composición racial del Lower East Side cambió moderadamente de 2000 a 2010, siendo los cambios más significativos el aumento de la población blanca en un 18 % (2,514), el aumento de la población asiática en un 10 % (1,673) y la disminución de la población hispana / latina. en un 10 % (3.219). La población negra minoritaria experimentó un ligero aumento del 1 % (41), mientras que la población muy pequeña de todas las demás razas disminuyó un 17 % (310).
El Lower East Side se encuentra en el Distrito Comunitario 3 de Manhattan, que abarca el Lower East Side, el East Village y Chinatown. El Distrito Comunitario 3 tenía 171.103 habitantes según el Perfil de Salud Comunitaria 2018 de NYC Health, con una esperanza de vida promedio de 82,2 años. Esto es más alto que la esperanza de vida media de 81,2 para todos los vecindarios de Nueva York. La mayoría de los habitantes son adultos: una pluralidad (35 %) tiene entre 25 y 44 años, mientras que el 25 % tiene entre 45 y 64 años y el 16 % tiene 65 años o más. La proporción de jóvenes y residentes en edad universitaria fue menor, 13 % y 11 % respectivamente.
A partir de 2017, el ingreso familiar promedio en el Distrito Comunitario 3 fue de 39.584 dólares, aunque el ingreso promedio en el Lower East Side individualmente fue de 51.649 dólares. En 2018, se estima que el 18 % de los residentes del Distrito Comunitario 3 vivían en la pobreza, en comparación con el 14 % en todo Manhattan y el 20 % en toda Nueva York. Uno de cada doce residentes (8 %) estaba desempleado, en comparación con el 7 % en Manhattan y el 9 % en Nueva York. La carga del alquiler, o el porcentaje de residentes que tienen dificultades para pagar el alquiler, es del 48 % en el Distrito Comunitario 3, en comparación con las tasas a nivel municipal y municipal del 45 % y 51 % respectivamente. Según este cálculo, a partir de 2018, se considera que el Distrito Comunitario 3 está gentrificando: según el Perfil de Salud Comunitaria, el distrito era de bajos ingresos en 1990 y ha experimentado un crecimiento de la renta por encima de la media hasta 2010.

## Cultura

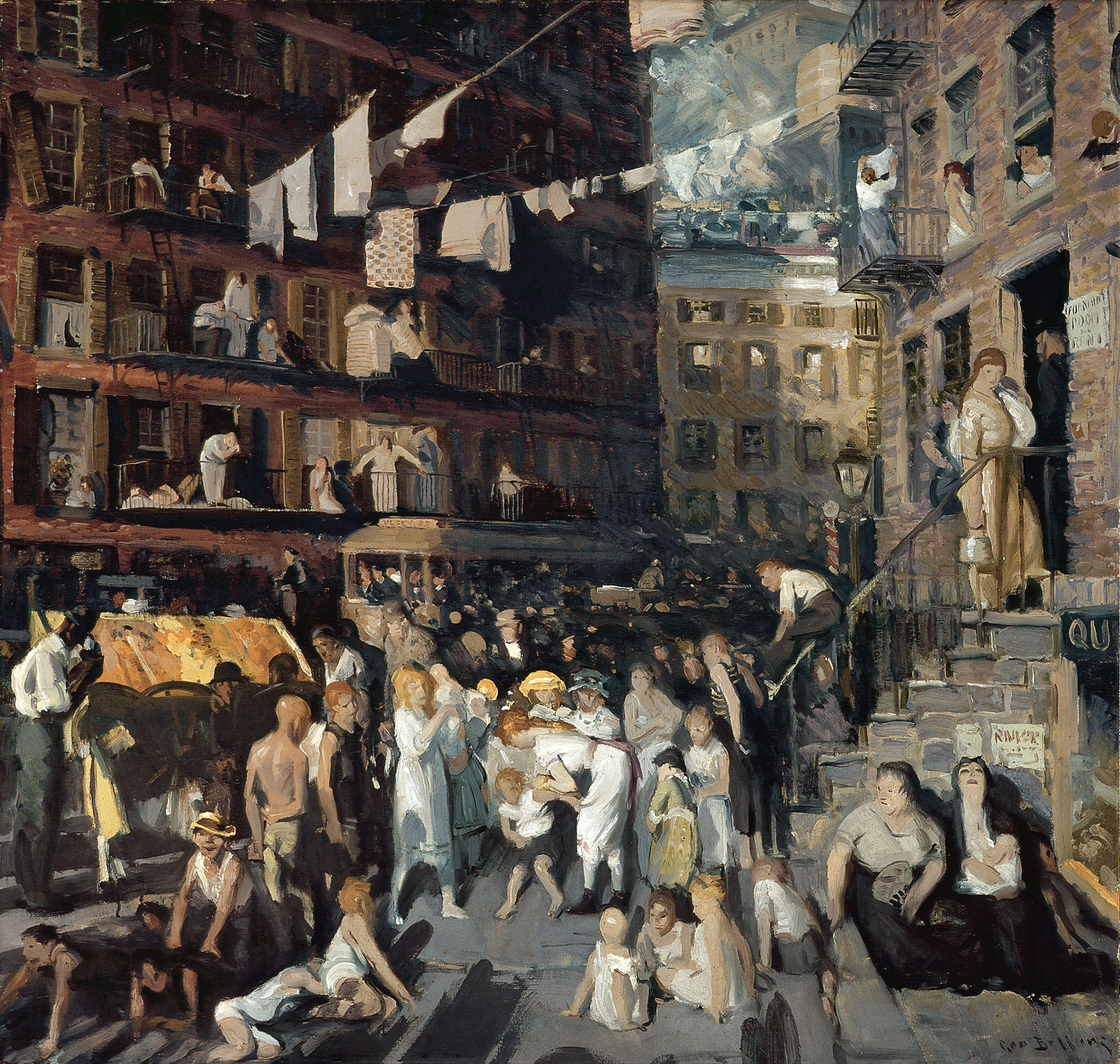
"Cliff Dwellers" de Bellows, que representa el Lower East Side como era a principios del.

Uno de los vecindarios más antiguos de la ciudad, el Lower East Side ha sido durante mucho tiempo un vecindario de trabajadores de clase baja y, a menudo, una sección pobre y étnicamente diversa de Nueva York. Además de irlandeses, italianos, polacos, ucranianos y otros grupos étnicos, alguna vez tuvo una población alemana considerable y fue conocida como la Little Germany (Kleindeutschland). Hoy es una comunidad predominantemente puertorriqueña y dominicana, y en proceso de gentrificación (como lo documentan los retratos de sus residentes en el capítulo Clinton + Rivington de The Corners Project).

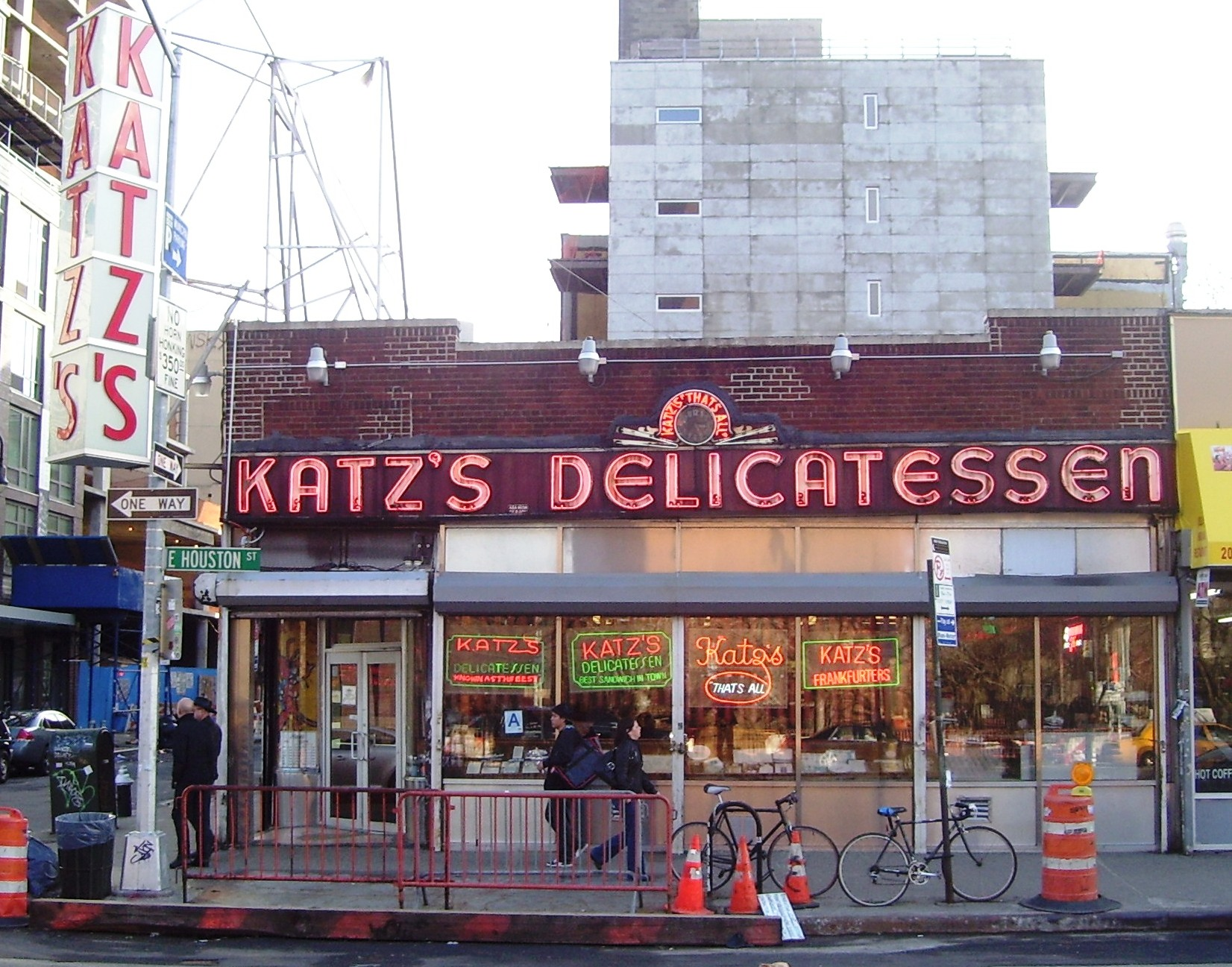
Katz's Delicatessen, un símbolo de la historia cultural judía del barrio

Desde las olas de inmigración de Europa del Este a finales del siglo XIX y principios del XX, el Lower East Side se hizo conocido por haber sido un centro de la cultura inmigrante judía. En su libro de 2000 Lower East Side Memories: A Jewish Place in America, Hasia Diner explica que el Lower East Side es especialmente recordado como un lugar de origen judío para la cultura judía estadounidense asquenazí. Existen vestigios de la herencia judía de la zona en las tiendas de las calles Hester y Essex, y en Grand Street cerca de Allen Street. Una comunidad judía ortodoxa tiene su base en el área, operando escuelas diurnas de yeshiváy una mikve. Se pueden encontrar algunas tiendas Judaica a lo largo de Essex Street y algunos escribas judíos y tiendas de variedades. En el vecindario se encuentran algunos delis y panaderías kosher, así como algunos delis "estilo kosher", incluido el famoso Katz's Delicatessen. Durante la primera parte del siglo XX, en la Segunda Avenida, en el Lower East Side, se representaban muchas producciones de teatro yiddish, en lo que se conocía como en el distrito de teatros yiddish, hasta el punto de que la Segunda Avenida llegó a ser conocida como el "Yiddish Broadway", aunque la mayoría de esos teatros ya no existen en la actualidad. El compositor Irving Berlin, el actor John Garfield y el cantante Eddie Cantor crecieron aquí.
Desde mediados del siglo XX, el barrio ha estado habitado principalmente por inmigrantes, principalmente de América Latina, sobre todo de América Central y de Puerto Rico. Han establecido allí sus propios abarrotes y tiendas, comercializando productos de su cultura y gastronomía. Las bodegas han reemplazado a las tiendas judías. En su mayoría son católicas.
En lo que ahora es East Village, las primeras poblaciones de polacos y ucranianos han avanzado y han sido reemplazadas en gran medida por inmigrantes más nuevos. La inmigración de numerosos japoneses durante los últimos quince años ha llevado a la proliferación de restaurantes japoneses y mercados de alimentos especializados. También hay una población notable de bangladesíes y otros inmigrantes de países musulmanes, muchos de los cuales son feligreses de la pequeña Madina Masjid (mezquita), ubicada en la Primera Avenida y la calle 11.

El vecindario todavía tiene muchas sinagogas históricas, como la Bialystoker, la Beth Hamedrash Hagodol, la sinagoga de la calle Eldridge, la Kehila Kedosha Janina (la única sinagoga griega en el hemisferio occidental), el Angel Orensanz Center (el cuarto edificio de sinagoga más antiguo de los Estados Unidos) y varias sinagogas más pequeñas a lo largo de East Broadway. Otro hito, la Primera congregación romano-estadounidense (la sinagoga de Rivington Street) se derrumbó parcialmente en 2006 y posteriormente fue demolida. Además, hay un importante templo Hare Krishna y varias casas de culto budistas.

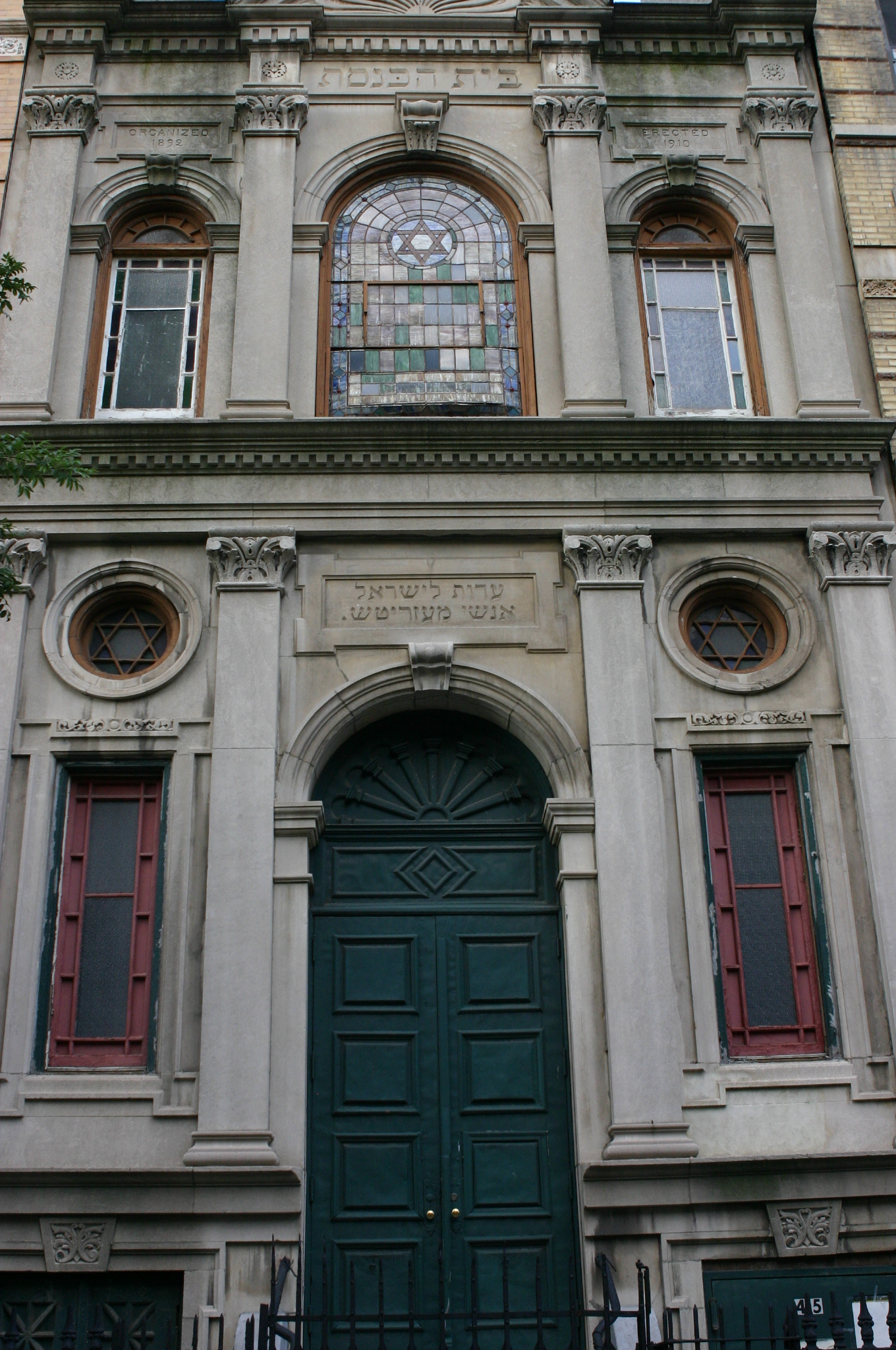
Sinagoga Meseritz

Los residentes chinos también se han mudado al Lower East Side y, desde finales del siglo XX, han formado un gran grupo de inmigrantes en el área. La parte del vecindario al sur de Delancey Street y al oeste de Allen Street se ha convertido, en gran medida, en parte de Chinatown. Grand Street es una de las principales calles comerciales y comerciales de Chinatown. También dentro del vecindario hay franjas de iluminación y tiendas de suministros para restaurantes en Bowery.

### Barrio judío
Si bien el Lower East Side ha sido un lugar de sucesivas poblaciones de inmigrantes, muchos judíos estadounidenses se relacionan con el vecindario de una manera fuerte, y Chinatown ocupa un lugar especial en la imaginación de los estadounidenses de origen chino, al igual que Astoria en Queens tiene un lugar en los corazones. de los estadounidenses de origen griego. Fue un centro para los antepasados de muchas personas en el área metropolitana, y fue escrito y retratado en ficción y películas.
A finales del siglo XX, las comunidades judías han trabajado para preservar una serie de edificios asociados con la comunidad de inmigrantes judíos.

### Little Fuzhou, Chinatown
Little Fuzhou es un barrio dentro de la franja oriental de Chinatown, en las áreas Two Bridges y Lower East Side de Manhattan. A partir de la década de 1980 y especialmente en la de 1990, el vecindario se convirtió en un destino principal para los inmigrantes de la ciudad de Fuzhou, la capital de la provincia de Fujian (República Popular China). Little Fuzhou de Manhattan se centra en East Broadway. Sin embargo, desde la década de 2000, Chinatown, Brooklyn se convirtió en el nuevo destino principal de Nueva York para los inmigrantes de Fuzhou que desarrollaron un segundo Little Fuzhou de la ciudad y ahora ha superado con creces como el centro cultural de Fuzhou más grande del área metropolitana de Nueva York y sigue creciendo rápidamente. en contraste con Little Fuzhou de Manhattan, que ahora está experimentando una gentrificación.
Desde la década de 2010, la población y los negocios de inmigrantes de Fuzhou han ido disminuyendo en toda la parte este del barrio chino de Manhattan debido a la gentrificación. Existe una afluencia cada vez mayor de profesionales de altos ingresos que se mudan a esta área, a menudo no chinos, incluidas empresas de alto nivel propiedad de hipster.

### Escena artística
En el vecindario se han abierto muchas galerías de arte contemporáneo. Una de los primeras fue ABC No Rio. Iniciada por un grupo de artistas de  colab no wave (algunos viviendo en Ludlow Street), ABC No Rio abrió un espacio de galería que invitó a la participación de la comunidad y alentó la extendida producción de arte. Con un acercamiento activista al arte que creció fuera de The Real Estate Show (la toma de un edificio adbandonado por artistas para abrir una galería sólo para ser cerrado por la policía) ABC No Rio mantuvo su sentido de activismo y communidad. El producto de este acercamiento expansivo al arte fue un espacio para crear nuevos trabajos que no tenían espacio en el mercado de arte y que era capaz de explorar nuevas posibilidades artísticas.
Otras galerías abrieron alrededor del Lower East Side y el East Village—algunos 200 al momento más alto de la escena en los años 1980s, incluyendo la 124 Ridge Street Gallery entre otras. En diciembre del 2007, el New Museum se mudó a un nuevo edificio en Bowery con Prince Street. Un creciente número de galerías están abriendo en el vecindario del Bowery para estar cerca del museo. El Museum of Reclaimed Urban Space, que abrió en el 2012, exhibe fotografía mostrando el vecindario además de que hacen crónica de su historia de activismo.
Agencias de servicio social como Henry Street Settlement y Educational Alliance tienen programas de artes escénicas y visuales, estas últimas en Abrons Arts Center, un espacio para las artes interdisciplinarias contemporáneas.

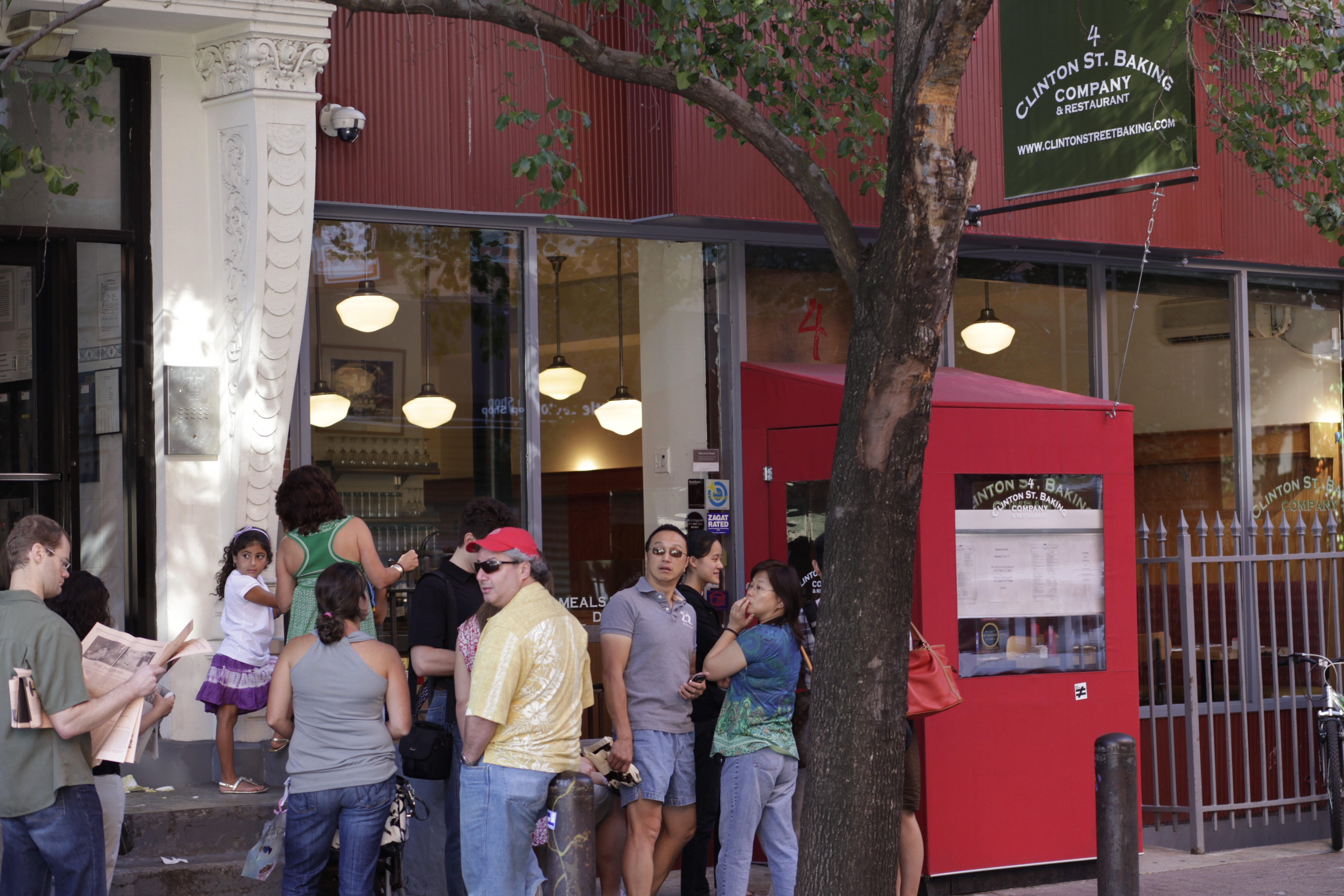
Cola de clientes en el Clinton St. Baking Company & Restaurant en el 2010

En el vecindario también viven varios artistas del grafiti como Chico y Jean-Michel Basquiat.

## Parques

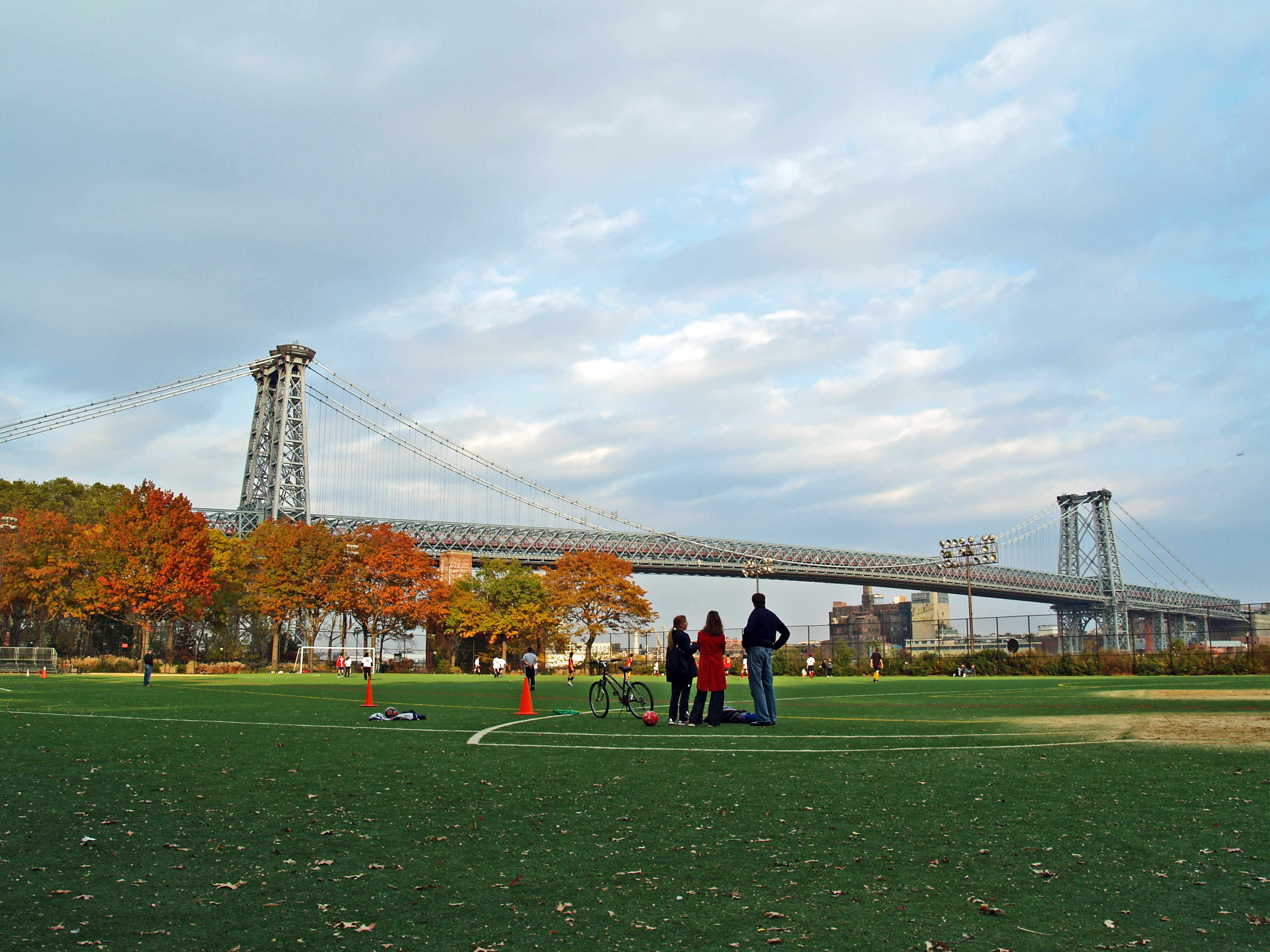
El Puente de Williamsburg desde el East River Park.

El Lower East Side alberga muchos parques privados, como La Plaza Cultural. Hay varios parques públicos en el área, incluido el parque Sara D. Roosevelt entre las calles Chrystie y Forsyth desde Houston hasta las calles Canal, así como el Seward Park en la calle Essex entre las calles Hester y East Broadway.
El litoral del East River contiene el John V. Lindsay East River Park, un parque público que corre entre East 12th Street en East Village y Montgomery Street en el Lower East Side. Planeado para el paseo marítimo está el Pier 42, cuya primera sección está programada para abrir en 2021.

## Transporte
Hay varias estaciones de metro de Nueva York en el vecindario, incluidas Grand Street (trenes B y D), Bowery (trenes J y Z), Segunda Avenida (trenes F y <F>), Calle Delancey–Calle Essex (Trenes F, <F>, J, M y Z) y East Broadway (trenes F y <F>). Las rutas de autobús de Nueva York incluyen M9, M14A SBS, M14D SBS, M15, M15 SBS, M21, M22, M103 y B39. El Puente de Williamsburg y el Puente de Manhattan conectan el Lower East Side con Brooklyn. El Franklin D. Roosevelt East River Drive se encuentra en los extremos sur y oriental del vecindario.
A partir de 2018, el treinta y siete por ciento de las carreteras en el Lower East Side tienen carriles para bicicletas. Hay carriles para bicicletas en las calles Allen, Chrystie, Clinton, Delancey, Grand, Houston, Montgomery, Madison, Rivington, Stanton y Suffolk; Bowery, East Broadway y FDR Drive; los puentes de Williamsburg y Manhattan; y East River Greenway. El Lower East Side es servido por la ruta Lower East Side de NYC Ferry, que se detiene en Corlears Hook en el East River Park. El servicio comenzó a operar el 29 de agosto de 2018.